# Rossiyane
Rossiyane (plural, del ruso: россияне) es un vocablo del idioma ruso, sin equivalente en español, que se refiere a todos los habitantes de Rusia, pertenecientes a esta nación euroasiática, independientemente de su origen étnico.
No existen términos equivalentes en idiomas extranjeros, salvo pocas excepciones como en alemán russländisch (procede del nombre de Rusia — Russland, mientras que para un ruso étnico o русский se utiliza — russisch). Se traduce como rusos confundiéndose con la denominación del pueblo ruso (en ruso: русские, tr.: rússkie, plural), grupo étnico de eslavos orientales, mayoritario en Rusia.

## Historia
El origen de esta distinción en la lengua rusa entre rússkie (étnicamente rusos) y rossiyane (el conjunto de todos los habitantes de la multiétnica Rusia) se remonta al siglo XVIII. En 1721, el zar Pedro I de Rusia se proclamó emperador modificando el nombre oficial del país de Zarato ruso (Rússkoie Tsarstvo, el país del pueblo ruso) al de Imperio ruso (Rossíyskaya Impériya de carácter multiétnico) y el informal de Rus al actual Rossíya (Rusia en ruso). La Iglesia ortodoxa rusa en su denominación emplea el adjetivo rússkaya, así como el antiguo nombre del país Rus en el título del Patriarca de Moscú y toda Rus.
La palabra rossiyane («россияне») se usaba ya en el siglo XVIII en estilo solemne (por ejemplo, por Mijaíl Lomonósov). Por entonces no se contraponía a la palabra rússkie («русские»).
El término rossiyane, más amplio que rússkie, pero más limitado que el «pueblo soviético», se utilizaba activamente en 1990 durante la campaña electoral por el bloque electoral «Rusia Democrática», que usaba eslóganes de soberanía de la RSFS de Rusia, proclamada el 12 de junio de 1990, pero se oponía al nacionalismo ruso.
En la década de 1990, el vocablo lo utilizaba regularmente el presidente de Rusia Borís Yeltsin particularmente cuando se dirigía al pueblo por televisión («Дорогие россияне!», «¡Queridos rossiyane!»). El presidente Vladímir Putin prefiere decir «¡Queridos compatriotas!» («Дорогие соотечественники!»).
Asimismo en otros países y regiones de la antigua Unión Soviética se utiliza terminología análoga cuando se habla de la totalidad de los habitantes, independientemente de su origen étnico.